# Clap Your Hands
Singles de Sia
Under the Milky Way
(2010) Bring Night
(2010)
Clap Your Hands est un single de la chanteuse australienne Sia Furler extrait de l'album We Are Born sorti en 2010.

## Classements par pays
| Classement (2010)                       | Meilleure position |
| --------------------------------------- | ------------------ |
| Australie (ARIA)                        | 17                 |
| Belgique (Flandre Ultratip 100)         | 8                  |
| Belgique (Wallonie Ultratop 50 Singles) | 12                 |
| France (SNEP Téléchargements)           | 38                 |
| Pays-Bas (Nederlandse Top 40)           | 10                 |
| Suisse (Schweizer Hitparade)            | 27                 |